# 伦勃朗广场

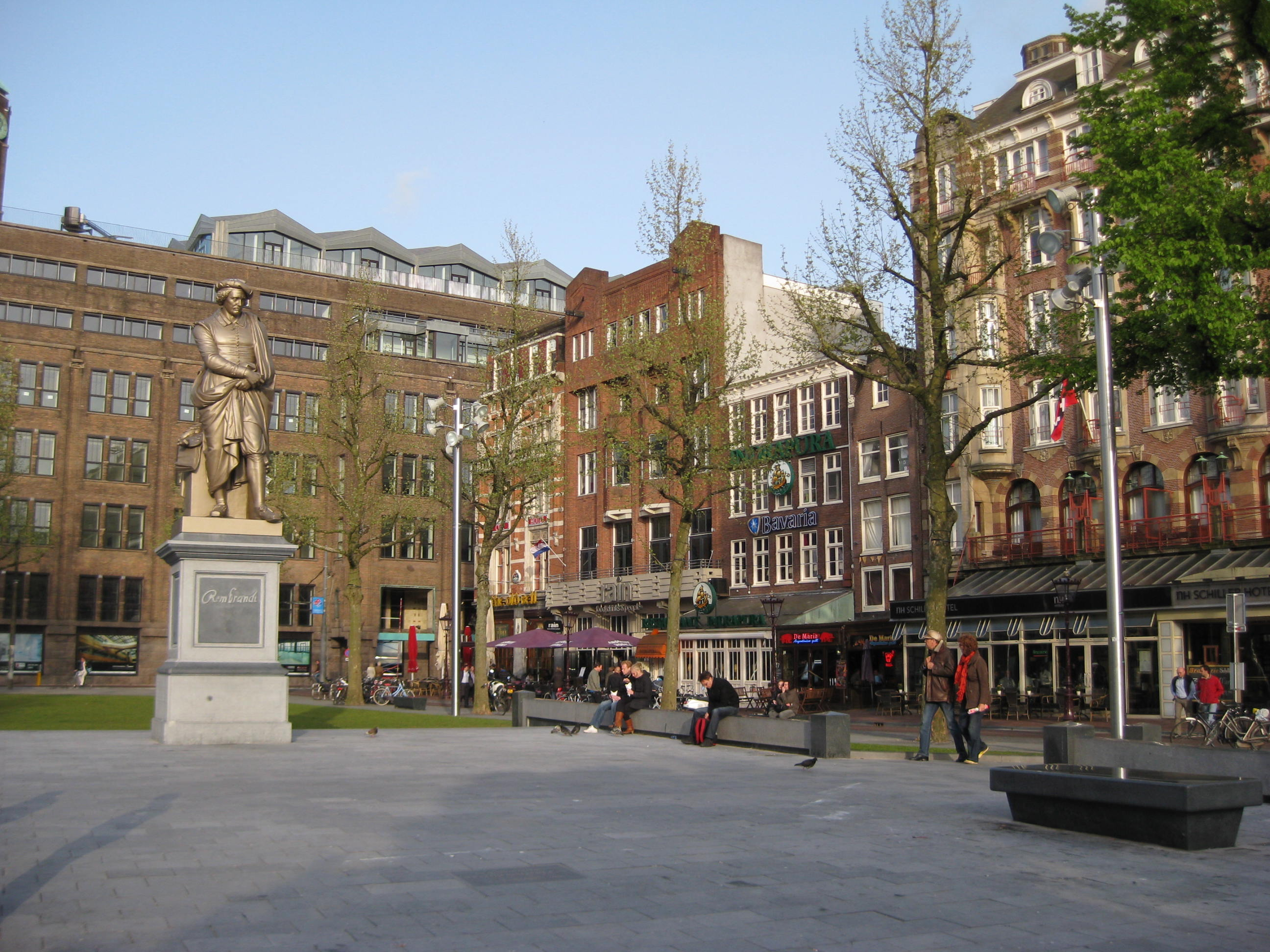
2009年重建后的伦勃朗广场

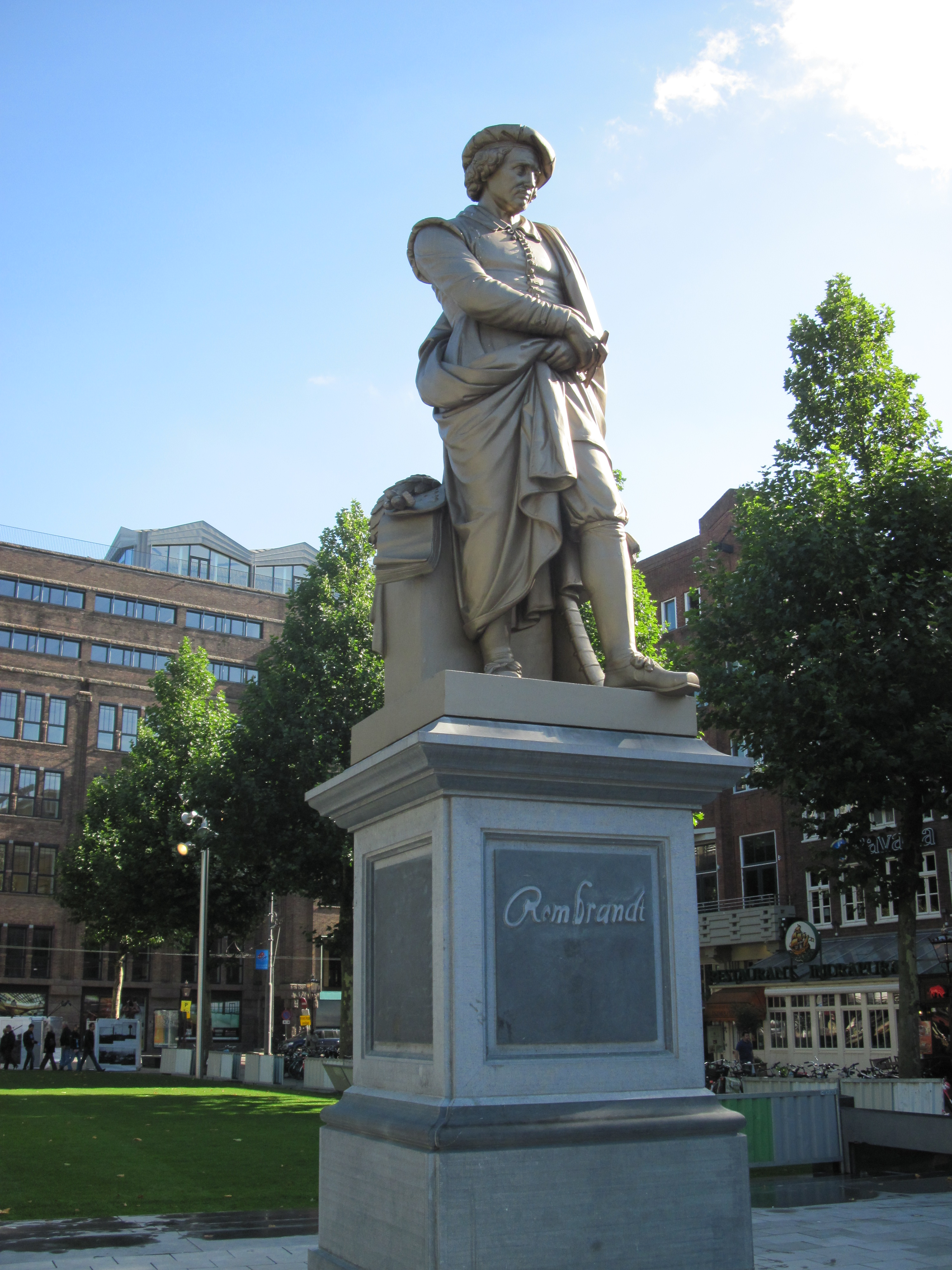
广场上的伦勃朗雕像

伦勃朗广场 (荷蘭語：Rembrandtplein) 是荷兰阿姆斯特丹中心的一个广场，以荷兰黄金时代著名画家伦勃朗的名字命名。他曾经在1639年到1656年拥有广场附近的一所住宅。

## 历史
广场起初是中世纪修建的保护城市的围墙。1655年城市扩张超出了此范围，由此也吸引了不少农民前来交易黄油、奶制品和家禽，逐渐形成了所谓的黄油市场。1668年，称量房兴建完毕，每年秋季，由交易会或农民小摊位就让位于舞蹈乐团和马戏团表演。市场一直保持了自己的名字直到1876年雕塑家Louis Royer的一尊伦勃朗的雕像从周边搬到了广场正中央，于是改名为伦勃朗广场 
在20世纪早些年间，广场计划成为夜生活画家、年轻人和劳动者的活动中心。为了服务于游客，一些酒店咖啡馆和娱乐场所相继在毗邻的街道开始营业。这一片区域仍然属于居民和游客之中的活跃地段。

## 夜巡

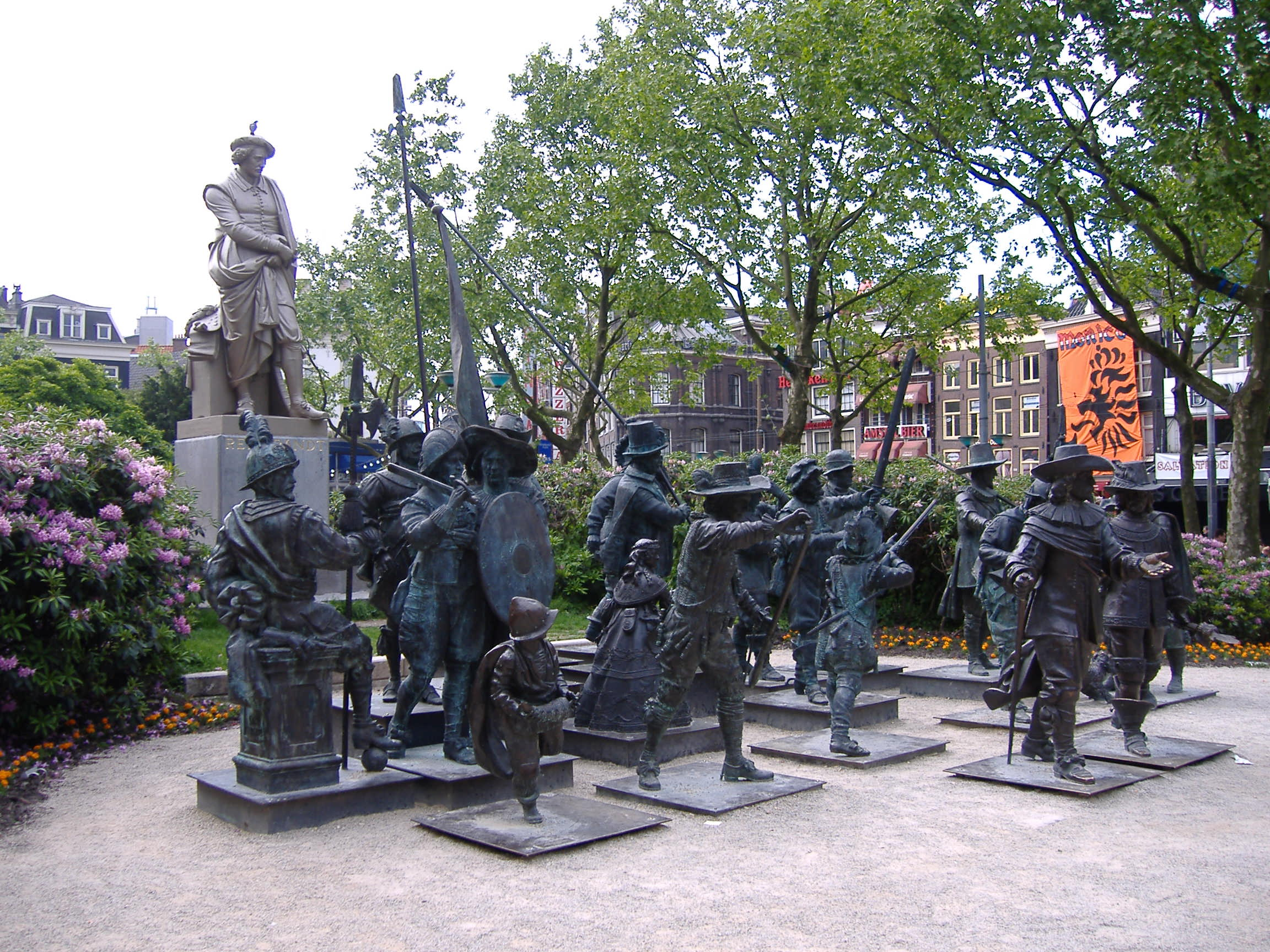
2006年到2009年夜巡的3D雕像被放置在伦勃朗广场上

2006年作为庆祝画家400岁生日的重要活动之一，一尊青铜铸造的最具代表性的画作 夜巡被放置在广场上，他们是俄罗斯艺术家Mikhail Dronov和Alexander Taratynov的作品。三年后这组雕塑周游各国，曾经到过纽约、莫斯科以及奧拉寧鮑姆宮。2012年雕像回到了重新设计后的广场上，作为广场代表性标志。2013年1月，伦勃朗广场企业家基金会开始众筹，希望保留雕塑一整年都会待在广场上。